# Phrudocentra inquilina
Phrudocentra inquilina là một loài bướm đêm trong họ Geometridae.